# La Muse en circuit
 (décembre 2016).
La Muse en circuit est une structure française de création et de diffusion centrée sur l'innovation et l'expérimentation musicale.

## Historique
Créée en 1982 par Luc Ferrari, La Muse en circuit est initialement un studio de composition électroacoustique et radiophonique situé à Vanves. De nouveaux studios sont construits à Alfortville en 1992[source secondaire souhaitée] grâce au soutien du Ministère de la Culture.
Luc Ferrari est nommé président de La Muse en circuit jusqu'à sa démission en 1994. S'ensuit une période d'instabilité au sein de la structure[source secondaire souhaitée], jusqu'à la nomination de David Jisse, qui en assure la direction de 1999 à 2013.  
En 2006 La Muse en circuit obtient le label d'État de Centre national de création musicale.
En 2013, la ministre de la Culture et de la Communication Aurélie Filippetti a nommé le compositeur Wilfried Wendling à la direction de La Muse en circuit.

## La création musicale
Le centre est consacré à la création, à l’accompagnement d’artistes en résidence et à la diffusion d’œuvres artistiques pluridisciplinaires « sonores » au sens large, ainsi que celles englobant les nouvelles technologies : art radiophonique, field recording, art sonore, etc. 
Les productions et coproductions qui y sont entreprises varient entre performances, concerts et installations et ne sont pas confinées à un format strictement « musical ». 
Depuis 2015, La Muse en circuit accueille régulièrement des concerts dans ses propres locaux, souvent à l’issue d’une résidence préalable des compositeurs invités.

## Festival
Créé en 2001 par David Jisse, le festival annuel « Extension » présente de nombreux projets soutenus ou non par La Muse en circuit. D’abord accueilli par le Théâtre Sylvia Monfort, le festival est désormais itinérant et investit des lieux de diffusion et de création sur l’ensemble du territoire francilien.